# Pelegrina kastoni
Pelegrina kastoni là một loài nhện trong họ Salticidae.
Loài này thuộc chi Pelegrina. Pelegrina kastoni được Maddison miêu tả năm 1996.